# ゴードン・パークス・Jr
ゴードン・パークス・Jr（Gordon Parks, Jr., 1934年12月7日 - 1979年4月3日）は、アメリカ合衆国の映画監督。
1979年4月3日に、ケニアのナイロビで乗っていた飛行機が墜落し、他の3人と共に死去。44歳没。

## 監督作品
- ハードウェイ
- スーパーフライ